# Crosville-la-Vieille
Crosville-la-Vieille è un comune francese di 579 abitanti situato nel dipartimento dell'Eure nella regione della Normandia.

## Società

### Evoluzione demografica
Abitanti censiti